# Рогозина
Рогозина е село в Североизточна България. То се намира в община Генерал-Тошево, област Добрич.

## География
Следи от старо селище има на територията на сегашното и в района около него-наличие на много могили, кладенци, две големи гробища от двете страни на селото-източно и западно. Намерени са и много римски монети. Възприетото становище, че са от турски произход, може да се оспори. Едно малко село, каквото било Рогозина през турско време, не може да остави за около три века такива гробища. Може да се предположи че са от населението, живяло тук преди идването на турците. Но как се е казвало, от коя епоха не е установено. Първият писмен източник е от ХVІ век. Той съвпада с турската колонизация на Североизточна България. В този документ от 1526/1527 г. се споменава Хаджи Хазър куюсу, но в пояснителната бележка се казва, че селището е нелокализирано. Може да се твърди, че се отнася за днешното Рогозина. Още в два списъка се споменава „Хъдър куюсу“ и „Хаджи куюсу“ без да са локализирани селищата, като може да се предположи, че се отнасят за село Рогозина. В превод името Хаджи куюсу означава „Кладенецът на хаджията“. 
В далечното минало водата се вадела от дълбоки кладенци. Затова се среща и името Хисар куюсу-Кладенецът на крепостта. В турския данъчен регистър от 1573 г. на овцевъдите (джелепкешаните) са посочени трима овчари от Хаджи куюсу, които дължът данък 80 овце на държавата. И тук обаче, селището не е локализирано. През 1873 г. се споменава с името Хаджи куюсу, с 12 мюсюлмански къщи и 4 немюсюлмански (предполага се, че са български). Селището се намирало на 7 часа път от околийския център. Името Хаджи куюсу да не се бърка с днешното Благовец-Хаджи кьой. Тогава то се намира на територията на Силистренска кааза. През последните години преди Освобождението, а и до началото на ХХ в., името Хисар куюсу (кладенецът на крепостта) се изоставя и се заменя с Хазър или Хасър куюсу (кладенецът на рогозките), получено след преиначаване на думите. Българското име Рогозина получава през 1906 г., когато комисията по преименуванията предпочита да замени Хазър куюсу (кладенеца на рогозките) с настоящото му име. В основата на името стои думата „рогозка“. През румънско време селището се среща с името Рогожина (на български също е Рогозина).
Село Рогозина става известно с голямото ДЗС. През 1955 г. стават промени в системата на ДЗС-тата. Тогава се обединяват всички ДЗС-та в района с централно управление село Рогозина. Тогава ДЗС Рогозина става най-голямото в България и има площ 125 491 дка. ДЗС с. Рогозина е с особено значение за създаване на новата порода Българско червено говедо. През 1970 г. се изгражда АПК „Червена звезда“ с. Кардам в който влизат и земите на ДЗС Рогозина. След разпадането на АПК-тата през 1990 – 1991 г. земята на някогашното ДЗС се разделя между Държавния Поземлен Фонд, съседните кооперации и бившите собственици. От най-голямото и най-богато ДЗС в България остава само спомен.

## Население
Преброяване на населението през 2011 г.
Численост и дял на етническите групи според преброяването на населението през 2011 г.:
|                     | Численост | Дял (в %) |
| Общо                | 150       | 100,00    |
| Българи             | 33        | 22        |
| Турци               | 68        | 45,33     |
| Цигани              | 17        | 11,33     |
| Други               | 0         | 0,00      |
| Не се самоопределят | 0         | 0,00      |
| Неотговорили        | 30        | 20        |

## Личности
В село Рогозина е израснала една от големите певици на Добруджа – Ева Георгиева (1925-2004) – основателка и солистка на Ансамбъла за народни песни на Българското радио. Основател и дългогодишна солистка на световноизвестното вокално трио Българка заедно с Янка Рупкина и Стоянка Бонева. Ева Георгиева е носител на много международни награди и на американската музикална награда „Грами“.
За времето 1961-1963 г. тук е бил изселен известният български икономист Бенжамен Варон, за критики към Тодор Живков и провежданата от него икономическа политика.